# Pionniers de Touraine
I Pionniers de Touraine sono una squadra di football americano di Tours, in Francia, fondata nel 1987; hanno vinto un Casco d'oro (torneo di seconda divisione) e un Casco d'argento (torneo di terza divisione).

## Dettaglio stagioni

### Tornei nazionali

#### Campionato

##### Division Élite
| Stagione | regular season | regular season | regular season | regular season | regular season | regular season | playoff | playoff | playoff | playoff | playoff | playoff    | playoff                  |
|          | Vin            | Par            | Per            | Tot            | PF             | PS             | Vin     | Per     | Tot     | PF      | PS      | risultato  | avversaria               |
| -------- | -------------- | -------------- | -------------- | -------------- | -------------- | -------------- | ------- | ------- | ------- | ------- | ------- | ---------- | ------------------------ |
| 2023     | 5              | 0              | 5              | 10             | 174            | 228            | 1       | 1       | 2       | 49      | 47      | Semifinale | Black Panthers de Thonon |
| 2024     | 0              | 0              | 10             | 10             | 0              | 200            | -       | -       | -       | -       | -       | -          | -                        |
| Totale   | 5              | 0              | 15             | 20             | 174            | 428            | 1       | 1       | 2       | 49      | 47      |            |                          |

Fonti: Enciclopedia del Football - A cura di Massimo Mezzetti

##### Deuxième Division
| Stagione | regular season | regular season | regular season | regular season | regular season | regular season | playoff | playoff | playoff | playoff | playoff | playoff   | playoff    |
|          | Vin            | Par            | Per            | Tot            | PF             | PS             | Vin     | Per     | Tot     | PF      | PS      | risultato | avversaria |
| -------- | -------------- | -------------- | -------------- | -------------- | -------------- | -------------- | ------- | ------- | ------- | ------- | ------- | --------- | ---------- |
| 2018     | 2              | 1              | 7              | 10             | 169            | 153            | -       | -       | -       | -       | -       | -         | -          |
| Totale   | 2              | 1              | 7              | 10             | 169            | 153            | -       | -       | -       | -       | -       |           |            |

Fonti: Enciclopedia del Football - A cura di Massimo Mezzetti

### Tornei locali

#### Conference Ouest
| Stagione | regular season | regular season | regular season | regular season | regular season | regular season | playoff | playoff | playoff | playoff | playoff | playoff      | playoff              |
|          | Vin            | Par            | Per            | Tot            | PF             | PS             | Vin     | Per     | Tot     | PF      | PS      | risultato    | avversaria           |
| -------- | -------------- | -------------- | -------------- | -------------- | -------------- | -------------- | ------- | ------- | ------- | ------- | ------- | ------------ | -------------------- |
| 1997     | -              | -              | -              | -              | -              | -              | 0       | 2       | 2       | 34      | 70      | Quarto posto | Yankees Angers       |
| 1998     | -              | -              | -              | -              | -              | -              | 1       | 1       | 2       | 56      | 20      | Terzo posto  | Chouans des Herbiers |
| 2000     | 1              | 0              | 3              | 4              | 26             | 43             | 0       | 1       | 1       | 0       | 1       | Semifinale   | Dockers de Nantes    |
| 2001     | 1              | 1              | 3              | 5              | 34             | 36             | 2       | 1       | 3       | 40      | 38      | Ouest Bowl   | Dockers de Nantes    |
| 2003     | 0              | 0              | 3              | 3              | 0              | 100            | 0       | 2       | 2       | 0       | 68      | Sesto posto  | Phénix de Limoges    |
| 2004     | 0              | 0              | 2              | 2              | 0              | 46             | -       | -       | -       | -       | -       | -            | -                    |
| Totale   | 2              | 1              | 11             | 14             | 60             | 225            | 3       | 7       | 10      | 130     | 197     |              |                      |

Fonti: Enciclopedia del Football - A cura di Massimo Mezzetti

### Riepilogo fasi finali disputate
| Anno           | Luogo | Evento           | Fase del torneo      | Incontro                                         | Risultato    |
| 25 maggio 1997 |       | Conference Ouest | Finale 3º - 4º posto | Yankees Angers - Pionniers de Touraine           | 38 - 6       |
| 24 maggio 1998 |       | Conference Ouest | Finale 3º - 4º posto | Pionniers de Touraine - Chouans des Herbiers     | 44 - 6       |
| 28 maggio 2000 |       | Conference Ouest | Semifinale           | Dockers de Nantes - Pionniers de Touraine        | 1 - 0 d.g.s. |
| 13 maggio 2001 |       | Conference Ouest | Ouest Bowl           | Dockers de Nantes - Pionniers de Touraine        | 20 - 0       |
| 15 giugno 2003 |       | Conference Ouest | Finale 5º - 6º posto | Phénix de Limoges - Pionniers de Touraine        | 32 - 0       |
| 1º luglio 2023 |       | Division Élite   | Semifinale           | Black Panthers de Thonon - Pionniers de Touraine | 21 - 14      |

## Palmarès
- 1 Casco d'oro (2022)
- 1 Casco d'argento (1989)